# Memphis (Indiana)
Pour les articles homonymes, voir Memphis.
Memphis est une census-designated place située dans le comté de Clark, dans l’État de l'Indiana, aux États-Unis. Lors du recensement de 2020, elle compte 1 077 habitants.